# 大石遺跡 (大分県)
大石遺跡（おおいしいせき）は、大分県豊後大野市緒方町大石にある縄文時代晩期の遺跡。

## 概要
大野川支流の十角川沿いの台地上に位置する縄文時代晩期前半の集落の遺跡である。1962年 - 1966年（昭和37年 - 41年）に、別府大学などにより4次にわたる発掘調査が行われた。1962年の第3次調査には石田英一郎が、1966年の4次調査には泉靖一がそれぞれ参加している。
集会などに使用されたと推測される大規模な建物址や複数の住居址が検出されるとともに、多数の石器、黒色磨研土器が出土した。
出土した石器は、打製石斧が過半数を占めるほか、横刃型石器などが出土しており、縄文時代晩期にヒエやアワなどの雑穀が焼畑農業のような方法で栽培されていたとする縄文晩期農耕論の立場からは、打製石斧は耕具で、横刃型石器は収穫具であると推定されている。このように、出土した石器からは初期の農耕の存在が推定されたため、農耕を実証する遺物の発見に期待が集まった。しかし、発掘調査の結果、小さな凹痕の付いた土器が出土し、植物の種子による圧痕であるとの推測もなされたものの、種子痕であるとの確認はされていない。